# Gouvernement Armand Fallières
Troisième République
Gouvernement Charles Duclerc Gouvernement Jules Ferry II
Le gouvernement Armand Fallières est le gouvernement de la Troisième République en France du 29 janvier 1883 au 17 février 1883.
Fallières constitue un cabinet intérimaire en maintenant en poste la quasi-totalité des ministres du précédent gouvernement.

## Composition

### Président du Conseil
| Fonction | Fonction             | Image | Nom              | Parti politique     |
| -------- | -------------------- | ----- | ---------------- | ------------------- |
|          | Président du Conseil |       | Armand Fallières | Gauche républicaine |

### Ministres
| Fonction | Fonction                                                            | Image | Nom                            | Parti politique     |
| -------- | ------------------------------------------------------------------- | ----- | ------------------------------ | ------------------- |
|          | Ministre de l'Intérieur et des Cultes                               |       | Armand Fallières               | Gauche républicaine |
|          | Ministre des Affaires étrangères                                    |       | Armand Fallières (par intérim) | Gauche républicaine |
|          | Garde des Sceaux, ministre de la Justice                            |       | Paul Devès                     | Gauche républicaine |
|          | Ministre de la Guerre (à partir du 31 janvier 1883)                 |       | Jean Thibaudin                 |                     |
|          | Ministre de la Marine et des Colonies (à partir du 31 janvier 1883) |       | François de Mahy (par intérim) | Gauche républicaine |
|          | Ministre des Finances                                               |       | Pierre Tirard                  | Union républicaine  |
|          | Ministre de l'Instruction publique et Beaux-Arts                    |       | Jules Duvaux                   | Union républicaine  |
|          | Ministre de l'Agriculture                                           |       | François de Mahy               | Gauche républicaine |
|          | Ministre des Travaux publics                                        |       | Anne-Charles Hérisson          | Gauche républicaine |
|          | Ministre des Postes et Télégraphes                                  |       | Adolphe Cochery                | Gauche républicaine |
|          | Ministre du Commerce                                                |       | Pierre Legrand                 | Gauche républicaine |

### Sous-secrétaires d'État
| Fonction | Fonction                                                                       | Image | Nom               | Parti politique     |
| -------- | ------------------------------------------------------------------------------ | ----- | ----------------- | ------------------- |
|          | Sous-secrétaire d'État à la Présidence du Conseil, à l'Intérieur et aux Cultes |       | Jules Develle     | Union républicaine  |
|          | Sous-secrétaire d'État à la Justice                                            |       | François Varambon | Union républicaine  |
|          | Sous-secrétaire d'État aux Finances                                            |       | Justin Labuze     | Gauche républicaine |
|          | Sous-secrétaire d'État à l'Instruction publique et aux Beaux-Arts              |       | Jules Logerotte   | Gauche républicaine |
|          | Sous-secrétaire d'État aux Travaux publics                                     |       | Charles Baïhaut   | Union républicaine  |

## Bilan
C'est un gouvernement éphémère d'une durée de trois semaines. Devant réagir au manifeste anti-républicain du Prince Napoléon, il n'est pas totalement suivi par le sénat qui édulcore son projet de loi d'exil.

## Fin du gouvernement et passation des pouvoirs
Le 17 février 1883, Armand Fallières remet la démission du Gouvernement au président de la République, Jules Grévy.
Le 21 février 1883, Jules Grévy nomme Jules Ferry à la Présidence du Conseil des ministres.